# Tiszaló
Tiszaló (ukránul: Тисалово vagy Тисолове) falu Ukrajnában, Kárpátalján, a Técsői járásban.

## Története
Tiszaló településnek a 2001-es adatok alapján 1281 lakosa volt.